# Subroto

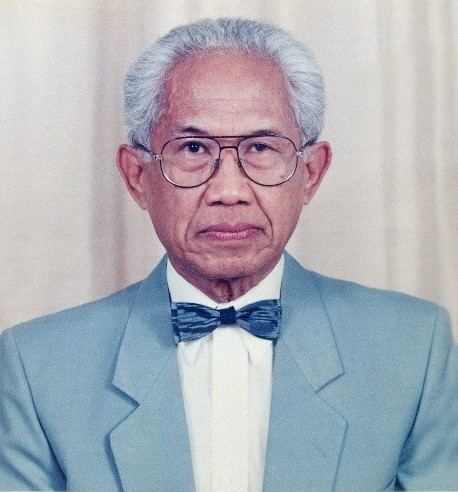
Subroto in 1978

Subroto (Soerakarta, 19 september 1923 – Jakarta, 20 december 2022) was  secretaris-generaal van de Organisatie van olie-exporterende landen (OPEC) van 1988 tot 1994. Hij was daarvoor jarenlang minister in de regering van president Soeharto in Indonesië.

## Loopbaan
Subroto groeide op in een kampong bij Soerakarta in het toenmalige Nederlands-Indië. Hij volgde daar de Hollandsch-Inlandsche School en vervolgens de MULO. Tijdens de Japanse bezetting meldde hij zich aan bij de PETA, een door de Japanners opgezet vrijwilligersleger en was na het vertrek van de Japanners direct betrokken bij de strijd tegen de Nederlanders. Na de Indonesische Onafhankelijkheidsoorlog ging hij studeren aan de Universitas Indonesia waar hij in 1955 zijn kandidaatsexamen Economie behaalde.
Hierop volgde een voorspoedige politieke carrière. In 1971 werd hij Minister van Transmigratie en Coöperaties in het Ontwikkelingskabinet I onder Soeharto. In het Ontwikkelingskabinet II behield hij die post en werd ook Arbeid aan zijn portefeuille toegevoegd. In 1978 werd hij minister van Mijnbouw en Energie in achtereenvolgens de Ontwikkelingskabinetten III en IV. Hij was onder meer verantwoordelijk voor de voor Indonesië belangrijke oliesector en door zijn toedoen werd zijn land lid van de Organisatie van olie-exporterende landen (OPEC). Zijn invloed was daar zeer merkbaar en in 1987 werd hij aangesteld als secretaris-generaal, als opvolger van de invloedrijke Saoedische olieminister Zaki Yamani. Na zijn vertrek bij de OPEC werd hij in 1995 rector van de Universitas Pancasila in Jagakarsa.
Subroto overleed op 99-jarige leeftijd.